# Dendrolasma
Dendrolasma is een geslacht van hooiwagens uit de familie Nemastomatidae (Aardhooiwagens).
De wetenschappelijke naam Dendrolasma is voor het eerst geldig gepubliceerd door Banks in 1894. 

## Soorten
Dendrolasma omvat de volgende 2 soorten:
- Dendrolasma dentipalpe
- Dendrolasma mirabile